# قائمة أنواع البنكسية
يوجد عدة أنواع من جنس البنكسية:	  
- بنكسية بلوطية الأوراق (الاسم العلمي: Banksia quercifolia)
- بنكسية إسفينية (الاسم العلمي: Banksia cuneata)
- بنكسية أرضية (الاسم العلمي: Banksia chamaephyton)
- بنكسية أشبية (الاسم العلمي: Banksia ashbyi)
- بنكسية أكويلونية (الاسم العلمي: Banksia aquilonia)
- بنكسية أنيقة (الاسم العلمي: Banksia elegans)
- بنكسية باكسترية (الاسم العلمي: Banksia baxteri)
- بنكسية براونية (الاسم العلمي: Banksia brownii)
- بانكسية بريونوتس (الاسم العلمي: Banksia prionotes)
- بنكسية بلاشنية الأوراق (الاسم العلمي: Banksia blechnifolia)
- بنكسية بنثامية (الاسم العلمي: Banksia benthamiana)
- بنكسية بنفسجية (الاسم العلمي: Banksia violacea)
- بنكسية بوردتي (الاسم العلمي: Banksia burdettii)
- بنكسية بويرية (الاسم العلمي: Banksia baueri)
- بنكسية بيضاوية الورق (الاسم العلمي: Banksia oblongifolia)
- بنكسية ثلاثية (الاسم العلمي: Banksia tricuspis)
- بنكسية جبلية (الاسم العلمي: Banksia oreophila)
- بنكسية جريئة (الاسم العلمي: Banksia audax)
- بنكسية جميلة (الاسم العلمي: Banksia pulchella)
- بنكسية حلوة (الاسم العلمي: Banksia speciosa)
- بنكسية خشنة الأوبار (الاسم العلمي: Banksia scabrella)
- بنكسية خلنجية الأوراق (الاسم العلمي: Banksia ericifolia)
- بنكسية دريندرانية (الاسم العلمي: Banksia dryandroides)
- بنكسية رمادية (الاسم العلمي: Banksia incana)
- بنكسية زاحفة (الاسم العلمي: Banksia repens)
- بنكسية سبخية (الاسم العلمي: Banksia paludosa)
- بنكسية سيسيليس (الاسم العلمي: Banksia sessilis)
- بنكسية سولندرية (الاسم العلمي: Banksia solandrii)
- بنكسية سويقية (الاسم العلمي: Banksia petiolaris)
- بنكسية شاطئية (الاسم العلمي: Banksia littoralis)
- بنكسية شائكة (الاسم العلمي: Banksia aculeata)
- بنكسية شويكية (الاسم العلمي: Banksia spinulosa)
- بنكسية صخرية (الاسم العلمي: Banksia saxicola)
- بنكسية صغيرة السداة (الاسم العلمي: Banksia micrantha)
- بنكسية صلبة (الاسم العلمي: Banksia robur)
- بنكسية صوفية (الاسم العلمي: Banksia lanata)
- بنكسية صولجانية (الاسم العلمي: Banksia sceptrum)
- بنكسية غردنري (الاسم العلمي: Banksia gardneri)
- بنكسية غربية (الاسم العلمي: Banksia occidentalis)
- بنكسية غودية (الاسم العلمي: Banksia goodii)
- بنكسية غيورة (الاسم العلمي: Banksia aemula)
- بنكسية فكتورية (الاسم العلمي: Banksia victoriae)
- بنكسية قرمزية (الاسم العلمي: Banksia coccinea)
- بنكسية قليلة الأزهار (الاسم العلمي: Banksia oligantha)
- بنكسية كندولية (الاسم العلمي: Banksia candolleana)
- بنكسية كاني (الاسم العلمي: Banksia canei)
- بنكسية كروية الثمار (الاسم العلمي: Banksia sphaerocarpa)
- بنكسية كوكبية (الاسم العلمي: Banksia verticillata)
- بنكسية كيلية (الاسم العلمي: Banksia caleyi)
- بنكسية لاركسية (الاسم العلمي: Banksia laricina)
- بنكسية لولفتزية (الاسم العلمي: Banksia lullfitzii)
- بنكسية مائلة الثمار (الاسم العلمي: Banksia plagiocarpa)
- بنكسية متكاملة الأوراق (الاسم العلمي: Banksia integrifolia)
- بنكسية متوسطة (الاسم العلمي: Banksia media)
- بنكسية مثلومة الطرف (الاسم العلمي: Banksia praemorsa)
- بنكسية مخصلة (الاسم العلمي: Banksia penicillata)
- بنكسية مزينة (الاسم العلمي: Banksia ornata)
- بنكسية مستنقعية (الاسم العلمي: Banksia telmatiaea)
- بنكسية مسننة (الاسم العلمي: Banksia dentata)
- بنكسية مسننة قصيرة (الاسم العلمي: Banksia brevidentata)
- بنكسية مسنيري (الاسم العلمي: Banksia meisneri)
- بنكسية ناعمة (الاسم العلمي: Banksia laevigata)
- بنكسية ملبدة المتاع (الاسم العلمي: Banksia pilostylis)
- بنكسية منحنية (الاسم العلمي: Banksia nutans)
- بنكسية منزياسي (الاسم العلمي: Banksia menziesii)
- بنكسية منشارية (الاسم العلمي: Banksia serrata)
- بنكسية مؤتلفة (الاسم العلمي: Banksia conferta)
- بنكسية نصف جرداء (الاسم العلمي: Banksia seminuda)
- بنكسية هامشية (الاسم العلمي: Banksia marginata)
- بنكسية هكريانية (الاسم العلمي: Banksia hookeriana)
- بنكسية واهية (الاسم العلمي: Banksia attenuata)